# بشیر سعید
بشیر سعید (عربی: بشير سعيد، من مواليد؛ زادهٔ ۲۸ ژوئن ۱۹۸۱) یک بازیکن فوتبال اهل امارات متحده عربی است.
از باشگاه‌هایی که در آن بازی کرده‌است می‌توان به الوحده امارات، الاهلی امارات، و الجزیره امارات اشاره کرد.
وی همچنین در تیم ملی فوتبال امارات متحده عربی بازی کرده‌است.